# Jean E. Sammet
Jean E. Sammet (nascuda el 23 de març de 1928 a la ciutat de Nova York - 20 de maig de 2017 a Burtonsville, Maryland) fou una científica informàtica estatunidenca que va desenvolupar el llenguatge de programació FORMAC l'any 1962 i formà part del comitè que formaria COBOL.

## Biografia
Va néixer el 23 de març de 1928 a la ciutat de Nova York. Jean i la seva germana Helen eren filles de Harry i Ruth Sammet, ambdós advocats. Jean i Helen van assistir a escoles elementals públiques a Manhattan. Es va interessar molt en les matemàtiques però no va poder assistir al Bronx High School of Science perquè no acceptava noies. En comptes d'això, Sammet va assistir a l'Institut Julia Richman.
Va triar d'anar al Mount Holyoke College pel nivell del seu programa de matemàtiques. Es va llicenciar en matemàtiques l'any 1948 i màster per la Universitat d'Illinois a Urbana-Champaign el 1949. Va fer cursos de docència, cosa que li va permetre obtenir la certificació per a ensenyar matemàtiques d'institut a Nova York. Es va graduar en ciències polítiques. Després de graduar-se al Mount Holyoke, va anar a estudiar a la Universitat d'Illinois, on va obtenir el seu màster l'any 1949. Mentre estudiava pel doctorat, va exercir de professora ajudant al departament de Matemàtiques de la Universitat d'Illinois, de 1948 a 1951.
L'any 1951 va començar a buscar un lloc docent. Es va veure obligada a cercar la feina a Nova Jersey perquè a la ciutat de Nova York no contractaven mestres nous. Les autoritats de Nova Jersey van determinar que li faltaven dos cursos dels seus estudis: un curs de docència i un sobre la història de Nova Jersey. Va lluitar contra aquesta decisió, declarant que el seu coneixement d'història de Nova Jersey no enfortia la seva habilitat d'ensenyar matemàtiques en un institut. Això va obligar-la a buscar altres menes de feina.
El Mount Holyoke College li va concedir un doctorat honoris causa l'any 1978.
Els darrers anys de la seva vida va viure en una comunitat de jubilats a Silver Spring, Maryland. Va morir el 20 de maig de 2017 en un hospital proper després d'una breu malaltia.

## Activitat professional
L'any 1951 va anar a treballar de becària d'actuària a la Metropolitan Life Insurance Company. Va acceptar participar en un programa d'entrenament per adquirir coneixements sobre màquines de comptabilitat amb targetes perforades. Ho va aprendre, però va ser incapaç de treballar amb les màqines després de la formació. Va deixar la feina a l'empresa d'assegurances i es va matricular com a doctoranda a la Universitat de Colúmbia. Va treballar com a professora ajudant al Barnard College durant el curs lectiu 1952-1953, abans de decidir que no estava feta per a la vida acadèmica.
Va treballar a Sperry Gyroscope des de 1955 a 1958, on va supervisar el primer grup científic de programació. De 1958 a 1961 va treballar per a Sylvania com a assessora en recerca de programació i membre del grup original del COBOL. Va anar a IBM l'any 1961 on va desenvolupar el FORMAC, el primer llenguatge d'ordinador àmpliament utilitzat per a la manipulació simbòlica de fórmules matemàtiques. A IBM va investigar l'ús d'un subconjunt de l'anglès com a llenguatge de programació i l'ús del llenguatge natural per a programes matemàtics. Va ser la Directora del pla de tecnologia de programació de la Federal Systems Division de 1968 a 1974, passant a ser designada Directora de Tecnologia del Programari l'any 1979.
De 1953 a 1958, va treballar de matemàtica a Sperry Gyroscope a Nova York. Va dedicar temps a treballar en problemes d'anàlisi matemàtica per a clients i feia anar un ordinador analògic. Va treballar al programa de submarins del Departament de la Marina durant aquella època. A principis de gener de 1955 va començar la seva vida com a programadora. Sperry Gyroscope treballava en un ordinador digital, l'Sperry Electronic Digital Automatic Computer (SPEEDAC) i li van encarregar que en fos la programadora. La seva primera tasca va ser escriure el carregador bàsic per al'SPEEDAC, el qual era un programa de 20 línies en binari que va trigar tres dies a teclejar a l'ordinador.
Va esdevenir la cap de grup del que s'anomenava l'«open shop» (botiga oberta), a mesura que Sperry va anar contractant programadors. La “botiga oberta” consistia en programadors que actuaven com a assessors dels enginyers i involucraven científics que els ajudaven a escriure i provar les seves rutines. El grup va crear un altre programari de sistema i es va especialitzar en computació científica i d'enginyeria. L'any 1955 Sperry Gyroscope i Remington Rand es van fusionar i van esdevenir Sperry Rand. Aquesta fusió va permetre Sammet accés a l'ordinador UNIVAC I i a la Grace Hopper.
Durant la tardor de 1956, Sammet va donar classe a un del primers cursos de programació al departament de Matemàtiques Aplicades de l'Adelphi College (avui en dia Universitat) a Long Island. Malgrat el fet que Adelphi no tenia cap ordinador i existien molt pocs llibres de text sobre programació en aquella època, va ser capaç d'ensenyar dos cursos en dos anys.
Va decidir abandonar Sperry per anar a treballar en una empresa centrada en els ordinadors. En aquella època els anuncis classificats estaven separats per gènere i Sammet era incapaç de trobar una feina a l'apartat de dones en cap camp dels que li interessaven, així que va decidir repassar la llista de feines masculines i va trobar un lloc d'enginyer a Sylvania Electric Products, a Needham, Massachusetts. La van contractar per a supervisar el desenvolupament de programari del projecte MOBIDIC de Carl Hammer, la persona responsable del desenvolupament de programari a Sylvania.
Sammet va fundar l'any 1965 el Comitè d'Interès Especial en Manipulació Simbòlica i Algebraica (SICSAM) de l'ACM i fou Presidenta del Grup d'Interès Especial en Llenguatges de programació (SIGPLAN). Va ser la primera dona presidenta de l'ACM, de 1974 a 1976.

### Relació amb l'ACM
Al voltant de 1965 o 1966, mentre treballava al FORMAC, Sammet va sentir la necessitat d'intercanviar informació intel·lectual amb altres persones treballant en el camp de les llengües i el programari. Feia uns quants anys que era membre de l'ACM però no hi va ser gaire activa fins que es va interessar a iniciar un grup d'interès especial que li permetés parlar amb altres professionals d'aquest camp. Després d'un parell d'intents fallits en contactar amb la persona al càrrec dels Grups d'Interès Especial i Comitès d'Interès Especial a l'ACM, Sammet va contactar en George Forsythe, president de l'ACM de 1964 a 1966, que la va nomenar Presidenta del Comitè d'Interès Especial en Manipulació Simbòlica i Algebraica.
A fi d'augmentar l'interès en el SICSAM, Sammet va escriure cartes a persones que va identificar a través de publicacions i què treballaven en aquell camp aleshores. Va identificar persones als Laboratoris Bell, la Carnegie Mellon i a IBM que eren en grups i divisions diferents. Va trobar resistència del grup d'interès d'anàlisi numèrica de l'ACM. Aproximadament cinc anys després de la formació del SICSAM, hi hi havia una conferència, anomenada SIGNUM, sobre el programari matemàtic. Sammet va declarar que va intentar presentar un paper a SIGNUM per què el grup no estava interessat en l'anàlisi no numèrica d'aquella classe d'activitat. Amb l'assistència d'aquells interessat en el SICSAM, Sammet va organitzar una conferència que es va celebrar el març de 1966, la qual va ser el Simposi en Manipulació Simbòlica i Algebraica (SYMSAM).
El juny de 1966, Tony Oettinger va ser elegit president de l'ACM i Sammet va ser elegida la seva Representant Regional del Nord-est (1966-1968). També va ser membre del Consell i conferenciant de l'ACM (1967, 1968, i 1972). Bernie Galler va ser elegit president de l'ACM l'any 1968 i, l'agost de 1968, Sammet va esdevenir Presidenta del Comitè de l'ACM de SIGs i SICs.
L'any 1971 va ser elegida presidenta de SIGPLAN. Va exercir el càrrec un any d'un termini de dos anys abans de dimitir perquè va ser elegida vicepresidenta de l'ACM l'any 1972. Com a presidenta de SIGPLAN, va organitzar conferències entre SIGPLAN i diversos Grups d'Interès Especial. Sammet ha declarat que aquestes conferències es van organitzar basant-se en el reconeixement de com eren de fonamentals els llenguatges de programació per diferents aspectes dins la informàtica.
Va exercir de vicepresidenta de l'ACM des de juny de 1972 fins a juny de 1974. Treballant amb el president d'aleshores de l'ACM, en Tony Ralston, va fer de les finances de l'ACM una prioritat. Quan va arribar al càrrec l'ACM era gairebé en estat de fallida. Sammet va convèncer Ralston de fer una trobada de membres abans de la conferència anual. Sammet va impulsar-ho veient que l'ACM no tenia un mitjà efectiu de comunicació amb els seus membres.

## Obres principals
- Sammet, Jean E. (1969). Sammet, Jean E. Programming Languages: History and Fundamentals.  Prentice-Hall, 1969. ISBN 0-13-729988-5. Sammet, Jean E. Programming Languages: History and Fundamentals.  Prentice-Hall, 1969. ISBN 0-13-729988-5.
- Sammet, Jean E. (Juliol 1972). Sammet, Jean E. «Programming Languages: History and Future». Communications of the ACM, 15, 7-1972, pàg. 601–610. DOI: 10.1145/361454.361485. Sammet, Jean E. «Programming Languages: History and Future». Communications of the ACM, 15, 7-1972, pàg. 601–610. DOI: 10.1145/361454.361485. (7): 601–610. doi:10.1145/361454.361485.
- Descripció detallada de COBOL, 1960

## Premis
- 1975: inducted com un Honorary Membre d'UPE (la Societat d'Honor Internacional per la Informàtica i Ciències d'Informació) damunt 8 d'octubre de 1975.
- 1989: Lovelace Destinatari de Premi, Associació per Dones dins Informàtica.[10]
- 1994: Company de l'Associació per Computar Maquinària
- 1997: SIGPLAN Premi de Servei Distingit (Jan Lee i Jean E. Sammet)
- 2001: Company del Museu d'Història de l'Ordinador "per les seves contribucions al camp de llenguatges de programació i la seva història."[11]
- 2009: Destinatari de Premi de Pioner d'Ordinador (Societat d'Ordinador del IEEE)[12]
- 2013: Premi de Pioner del NCWIT[13]